# Giovanni Steffè
Giovanni Steffè (Triëst, 8 maart 1928 - Recco, 19 oktober 2016) was een Italiaans roeier. Radi maakte zijn Olympische debuut tijdens de Olympische Zomerspelen 1948 en won toen de zilveren medaille in de twee-met-stuurman samen met Alberto Radi en Aldo Tarlao als bemanning.

## Resultaten
- Europese kampioenschappen roeien 1947 in Luzern  in de twee-met-stuurman
- Olympische Zomerspelen 1948 in Londen  in de twee-met-stuurman